# Zvornik
Zvornik (kyrilliska: Зворник, [zʋɔ̌rniːk]) är en stad i kommunen Zvornik i Serbiska republiken i östra Bosnien och Hercegovina. Staden ligger vid floden Drina som utgör gränsen till Serbien, cirka 38 kilometer sydost om Tuzla. Zvornik hade 11 497 invånare vid folkräkningen år 2013.
Av invånarna i Zvornik är 89,66 % serber, 8,63 % bosniaker och 0,47 % kroater (2013). Före Bosnienkriget, som startade i april 1992, var majoritetsbefolkningen bosniaker.